# Просто Саша
«Просто Саша» — радянський художній телефільм 1976 року, знятий режисером Всеволодом Плоткіним на Свердловській кіностудіЇ.

## Сюжет
Мелодрама за мотивами однойменної повісті Сергія Баруздіна. Медсестра Саша Неродова, красива, добра, розумна жінка — її поважають товариші по службі, люблять хворі, але особистого щастя все немає і немає. В районну лікарню приїжджає хірург В'ячеслав Олексійович. У місті у нього залишилася сім'я. Саша знає про це, але своїх сильних почуттів до нього не приховує.

## У ролях
- Марина Нейолова — Саша Неродова, медсестра
- Ігор Кваша — В'ячеслав Олексійович, хірург
- Валерій Хлевінський — Митя, наречений Саші (озвучив Валерій Малишев)
- Шалва Херхеулідзе — Автанділ Христофорович Мендадзе, головлікар (озвучив Яків Бєлєнький)
- Галина Волчек — Ніна Петрівна, мати Олени (озвучена іншою акторкою)
- Євгенія Сабельникова — Олена Михайлова, подруга Саші
- Юрій Григор'єв — Єремеєв
- Борис Бєлов — завгосп
- Петро Щербаков — Василь Кузьмич Сапронов, сусід Миті
- Тетяна Ташкова — Ірина
- Володимир Іванов — лейтенант, командир Єремєєва (озвучив Володимир Носик)
- Валентина Березуцька — санітарка
- Інга Будкевич — лікарка
- Євген Красавцев — лікар
- Володимир Кузнецов — епізод
- Артур Ніщонкін — пацієнт
- Микола Погодін — водій, пацієнт Саші
- Валентина Хмара — сусідка
- Ірина Дітц — офіціантка
- Микола Томашевський — хірург

## Знімальна група
- Режисер — Всеволод Плоткін
- Сценарист — Всеволод Плоткін
- Оператор — Геннадій Черешко
- Композитори — Володимир Терлецький, Анатолій Бальчев
- Художник — Віктор Мушников